# حافظه نوری پنج‌بعدی
حافظهٔ اپتیکال ۵ بعدی (که به عنوان کریستال حافظه سوپرمن نیز شناخته می‌شود، اشاره‌ای به کریستال‌های حافظه کریپتونی از مجموعه سوپرمن) یک شیشه نانوساختاری آزمایشی برای ضبط دائمی داده‌های دیجیتال با استفاده ازیک فرایند نوشتار لیزر فمتوسکندی است. دیسک‌های استفاده‌کننده از این فناوری می‌توانند تا ۳۶۰ ترابایت داده را برای میلیاردها سال ذخیر کنند. این مفهوم در سال ۲۰۱۳ به صورت آزمایشی مطرح شده است. هیتاچی و مایکروسافت تحقیقاتی در مورد تکنیک‌های ذخیره‌سازی نوری مبتنی بر شیشه انجام داده‌اند که مایکروسافت از آن تحت عنوان پروژه سیلیکا یاد می‌کند.
عبارت «۵ بعدی» تنها یک اصطلاح بازاریابی است، زیرا دستگاه تنها دارای ۳ بعد فیزیکی است و هیچ ویژگی بعد بالاتر عجیب و غریبی ندارد. ماهیت فرکتال/هولوگرافیک ذخیره‌سازی داده‌های آن نیز کاملاً سه بعدی است. اندازه، جهت و موقعیت سه بعدی نانوساختارها، به اصطلاح پنج بعد آن را تشکیل می‌دهند.
مفهوم این است که داده‌ها را به صورت نوری در مواد شفاف غیر حساس به نور مانند شیشهٔ کوارتزی، که پایداری شیمیایی بالایی دارد، ذخیره کنیم. ضبط داده با استفاده از لیزر فمتوسکندی برای اولین بار در سال ۱۹۹۶ پیشنهاد و نشان داده شده است. محیط ذخیره‌سازی شامل شیشهٔ کوارتزی است، جایی که ابعاد فضایی، شدّت، قطبش و طول موج برای تغییر دادة استفادة می‌شود. با قرار دادن نانوذرات طلا یا نقره محفوظ در مادة، می‌توان خصوصیات پلاسمونیک آن‌ها را به کار گرفت.
به گفتهٔ دانشگاه ساوثمپتون:
دیسک‌های ۵-بعدی [دارای] الگوهای ریزی هستند که در ۳ لایه درون دیسک‌ها چاپ شده‌اند. بستگی به زاویة که به آن‌ها نگاه می‌کنید، این الگوها می‌توانند کاملاً متفاوت به نظر برسند. این قضیه ممکن است مانند داستان‌های علمی تخیلی به نظر برسد، اما در واقع یک توهم بصری بسیار پیچیده است. در این مورد، پنج بعد داخل دیسک‌ها شامل اندازه و جهت‌گیری در ارتباط با موقعیت سه‌بعدی نانوساختارها هستند. مفهوم پنج‌بعدی بودن به این معناست که یک دیسک بسته به زاویه‌ای که به آن نگاه می‌شود و بزرگ‌نمایی میکروسکوپ استفاده شده برای دیدن آن، چندین تصویر مختلف دارد. به‌طور کلی، هر دیسک شامل چندین لایه از تصاویر سطح میکرو و ماکرو است.
داده‌های ضبط شده را می‌توان با ترکیب یک میکروسکوپ نوری و یک قطبنده خواند.
این تکنیک اولین بار در سال ۲۰۱۰ توسط آزمایشگاه کازویوکی هیرائو در دانشگاه کیوتو نشان داده شده، و بعد توسط گروه تحقیقات پیتر کازانسکی در مرکز تحقیقات الکترونیک نوری، دانشگاه ساوثمپتون، توسعهٔ بیشتری یافت. دیسک‌های ضبط شده از آن زمان برای ۳۱۰۰ ساعت در دمای ۱۰۰ درجه سانتیگراد آزمایش شده و نشان داده شده است که حتی ده سال بعد هم «به‌طور کامل» کار می‌کنند.
در سال ۲۰۱۸، پروفسور پیتر کازانسکی از این فناوری برای ذخیره یک نسخه از سه‌گانه بنیاد ایزاک آسیموف استفاده کرد، که در ارتباط با بنیاد مأموریت آرچ، درون تسلا رودستر ایلان ماسک به فضا پرتاب شد.
ذخیره داده دیجیتال در دی‌ان‌ای